# Mișcarea Volea
Mișcarea Volea (în bulgară Движение Воля, transliterat: Dvijenie Volea) este un partid politic populist de dreapta din Bulgaria. Înainte de 2016, era cunoscut ca Astăzi sau Alianța Liberală. Partidul a fost înființat de omul de afaceri bulgar Veselin Mareșki⁠(d), declarativ pe principiile anticorupției și antielitismului.
Partidul a reușit să obțină locuri în Parlament în 2017, dar la scrutinurile succesive din 2021 nu a mai reușit să treagă pragul parlamentar, culminând cu un rezultat de 0,27% la ultimul scrutin din noiembrie 2021.

## Istorie
Volia a fost fondat inițial de Veselin Mareshki⁠(d) la 15 iulie 2007, sub numele de Alianța Liberală. După o scurtă perioadă în care a purtat numele de Dnes, partidul și-a schimbat numele pe 28 noiembrie 2016 în Volia.
La alegerile parlamentare din 2017, Volia a câștigat 12 locuri în Adunarea Națională. După negocieri, Volia a fost de acord să sprijine un guvern de coaliție dintre GERB și Patrioții Uniți.
În 2018, Volia a intrat în Mișcarea pentru o Europă a Națiunilor și a Libertății, acum numit Partidul Identitate și Democrație. Partidul politic european organizează partide naționaliste în toată Europa și include Adunarea Națională, Liga Nordului, și Partidul Libertății din Austria.
Volia a participat la alegerile euroarlamentare din Bulgaria din 2019 ca membru a Coaliției Volia-Patrioții Bulgariei. Coaliția a inclus de asemenea Uniunea Agrară "Aleksandar Stamboliyski", Partidul Popular pentru Libertate și Demnitate, și Partidul Social Democrat Unit. Mareshki s-a situat în fruntea listei coaliției și a declarat că va decide dacă își va păstra locul dacă va fi ales. Coaliția spera să obțină două locuri, dar nu a reușit să obțină niciunul, terminând pe locul 6.
Înaintea alegerilor parlamentare bulgare din 2021, Volia a format o alianță electorală cu Frontul Național pentru Salvarea Bulgariei, și cu IMRO – Mișcarea Națională Bulgară.

## Viziuni politice
Partidul Volia susține politici populiste și de reformă, promovând patriotismul, controale stricte ale imigrației, relații mai prietenoase cu Moscova și necesitatea de a „mătura gunoiul” unui sistem politic corupt. Volia pledează pentru retragerea Bulgariei din NATO, pe care o consideră a fi epuizată economic pentru poporul bulgar, oferind în același timp niciun beneficiu securității naționale. În ciuda apelurilor lui Veselin Mareshki pentru o „Europă puternică unită”, partidul a fost descris ca fiind în general eurosceptic. Despite Veselin Mareshki's calls for a "strong united Europe," the party has been described as generally Eurosceptic.
Partidul Volia sprijină promovarea afacerilor în Bulgaria, Mareshki afirmând: „Întreprinderile mici și mijlocii sunt, de asemenea, în centrul atenției noastre. Vrem mai puțină birocrație, mai multe oportunități de dezvoltare, mai multe investiții și crearea de locuri de muncă. Trebuie să existe un sprijin puternic din partea statului, nu limitări." Partidul recunoaște scăderea ratei natalității Bulgariei, dar se opune creșterii imigrației în Bulgaria, favorizând în schimb programele de stat care vor promova ca familiile tinere să aibă mai mulți copii.

## Rezultate electorale

### Statistici
| Alegeri | # din locurile câștigate | # din totalul de voturi | % din voturile populare | Poziție | Statut                |
| ------- | ------------------------ | ----------------------- | ----------------------- | ------- | --------------------- |
| 2009    | 0 / 240                  | -                       | -                       | -       | Nu a participat       |
| 2013    | 0 / 240                  | 8,873                   | 0.25%                   | 19      | Extraparlamentar      |
| 2014    | 0 / 240                  | -                       | -                       | -       | Nu a participat       |
| 2017    | 12 / 240                 | 145,637                 | 4.15%                   | 5       | Sprijin pentru guvern |
| 2021    | 0 / 240                  | 75,921                  | 2.33%                   | 10      | Extraparlamentar      |
| 2021    | 0 / 240                  | 85,796                  | 3.10%                   | 7       | Extraparlamentar      |

| Alegeri | # din locurile câștigate | # din totalul de voturi | % din voturile populare | Poziție |
| ------- | ------------------------ | ----------------------- | ----------------------- | ------- |
| 2019    | 0 / 17                   | 70,830                  | 3.62%                   | 6th     |

1. 1 2  Rezultatele alianțeiCoaliția Patriotică Volia–NFSB.